# Ramer
Pour l’acteur canadien, voir Henry Ramer.
La ville américaine de Ramer est située dans le comté de McNairy, dans l’État du Tennessee. Sa population s’élevait à 319 habitants lors du recensement de 2010, estimée à 318 habitants en 2016.

## Histoire
La localité a été nommée d’après une famille de pionniers.

## Source
- (en) Cet article est partiellement ou en totalité issu de l’article de Wikipédia en anglais intitulé « Ramer, Tennessee » (voir la liste des auteurs).

1. ↑  History of Tennessee from the Earliest Time to the Present, Southern Historical Press, 1886 (lire en ligne), p. 828